# 中島章夫 (化学者)
中島 章夫（なかじま あきお、1922年2月18日 - 1997年）は、日本の化学者。大阪工業大学工学部応用化学科元教授。工学博士（京都大学）。元京都大学医用高分子材料研究センター（現：京都大学医生物学研究所）長。高分子学会第14期会長。
専門は、高分子材料・機能性高分子・繊維化学。

## 経歴
1943年京都帝国大学工学部繊維化学科（のちの高分子化学科）卒業。1951年工学博士（京都大学）。1961年京都大学工学部高分子化学科教授として、第五講座（高分子分子論）を担当。その後、京都大学医用高分子材料研究センター（のちの生体医療工学研究センター、現京都大学医生物学研究所）長などを歴任し、京都大学退官。1985年大阪工業大学工学部応用化学科に教授として着任、応用化学教室を担当。高分子学会設立総会初期メンバーおよび同学会第14期会長も務め、高分子化学（特に医用高分子材料・機能性高分子）の発展・育成に貢献した。
主な所属学会は、日本化学会、高分子学会、繊維学会など。

## 主な研究
- 高分子の膨潤[8]
- オリゴペプチドを固定した生体接着材料の設計と構造・機能の相関性
- 細胞接着性ペプチドのコンホメーション解析 - 大阪府立大学との共同研究
- 合成ポリアミノ酸繊維の吸収性医用材料としての評価 I ポリ-L-グルタミン酸繊維 - 京都大学医用高分子研究センター、京都工芸繊維大学との共同研究[9]
- ポリアミノ酸荷電膜の特性（電気化学）- 名古屋工業大学との共同研究